# Seaflow

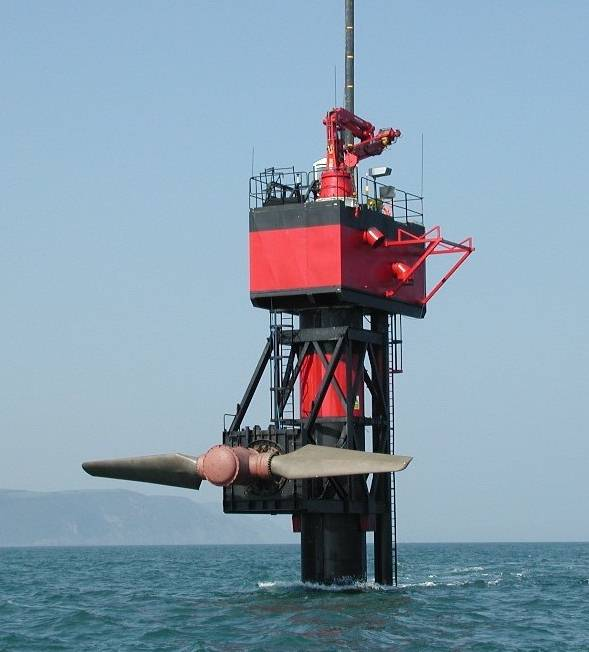
SeaFlow mit aus dem Wasser gehobenem Rotor

Seaflow war ein 2003 gebautes Meeresströmungskraftwerk. Es war eine Pilotanlage des Unternehmens Marine Current Turbines (MCT) aus Bristol mit 300 kW Leistung und nur einem Rotor, das im Mai 2003 vor der Küste von North Devon in Südwest-England installiert wurde. Es wurde vermutlich nach einigen Jahren wieder abgebaut, hierüber ist nichts bekannt.
Als Nachfolgemodell war das Gezeitenkraftwerk Strangford, ebenfalls von MTC, von 2008 bis 2017 in Betrieb. Zuvor, bereits 1994, wurde eine kleine Versuchsanlage mit 15 kW im Loch Linnhe, an der Westküste Schottlands getestet.
Seaflow funktionierte im Prinzip wie eine Windenergieanlage, nur bewegte sich der Rotor unter der Wasseroberfläche. An der Meeresoberfläche befand sich eine kleine Plattform, auf der sich Wartungsarbeiter aufhalten konnten, und ein Computer, der Daten über den Rotor sammelte und die Anlage überwachte. In Höhe der Meeresströmung befand sich ein 11 Meter durchmessender zweiflügliger Rotor, der sich mit ungefähr 15 Umdrehungen pro Minute drehte – angetrieben durch die Meeresströmung. Ein Generator wandelte wie bei einem Windrad die Strömungsenergie in Elektrizität um.
Seaflow wurde von der Universität Kassel geplant und mit Unterstützung eines britischen Ministeriums vor der Küste von Cornwall in der Straße von Bristol im Südwesten Englands gebaut.
Der Prototyp besaß eine Nennleistung von 300 kW. Der Turm, an dem der Rotor angebracht war, war knapp 50 m hoch, bei einem Durchmesser von 2,5 m. Er wurde 15 m tief in den Meeresboden getrieben. Durch den Tidenhub betrug die Höhe über dem Wasserspiegel etwa 5–10 m. Die Rotorblätter waren um 180° verstellbar, um die entgegengesetzten Meeresströmungen von Ebbe und Flut nutzen zu können. Der Prototyp hatte keinen Netzanschluss.
Zur Wartung des Rotors konnte dieser hydraulisch am Turm nach oben bis über den Wasserspiegel gefahren werden.

## Weblink
- Seaflow – Strom aus Meeresströmungen (BINE Informationsdienst, 2004)